# Spilonota eremitana
Spilonota eremitana là một loài bướm đêm thuộc họ Tortricidae. Nó được tìm thấy ở Nhật Bản (Hokkaido, Honshu) và bán đảo Triều Tiên.
Sải cánh dài 11–15 mm.
Ấu trùng ăn Larix leptolepis, Larix dahurica var. japonica, Larix dahurica var. olgensis và Larix decidua. 